# Hermynia zur Mühlen
Hermynia zur Mühlen, née Hermynia comtesse de Folliot Crenneville le 12 décembre 1883 à Vienne en Autriche-Hongrie et morte le 20 mars 1951 à Radlett en Royaume-Uni, est une éditrice et essayiste allemande.

## Biographie
Hermynia zur Mühlen est la fille d'un diplomate austro-hongrois, ce qui l'amène à connaître pendant son enfance de nombreux pays d'Afrique ou du Moyen-Orient. En 1901, elle ne se présente pas au concours de l'enseignement qu'elle devait passer. Elle part en Suisse où elle entre en contact avec les milieux anarchistes et révolutionnaires. En 1905, elle travaille dans une imprimerie pour côtoyer les travailleurs dans leur vie quotidienne. Son mariage avec un propriétaire terrien balte est un échec et se termine par un divorce. Elle garde cependant son nom de femme mariée, zur Mühlen.
En 1933, elle doit s'exiler d'Allemagne où elle résidait depuis 1919. En 1938, ses livres sont interdits par les nazis. Elle retourne en Autriche qu'elle doit fuir avec  l'Anschluss, en 1938, vers la Tchécoslovaquie. L'année suivante elle s'établit au Royaume-Uni.

## Œuvre
À côté de ses propres œuvres, Hermynia zur Mühlen traduit de nombreux ouvrages américains et russes. En Allemagne elle travaille pour la maison d'édition communiste Malik-Verlag de Wieland Herzfelde pour laquelle elle traduit notamment Upton Sinclair. Elle continue à traduire jusqu'à la fin de sa vie, Edna Ferber, Jerome K. Jerome, Nathan Asch (de) ou Hugh Walpole.
En 1935, elle publie à Vienne un ouvrage qui dénonce l'endoctrinement de la jeunesse dans l'Allemagne nazie, Unsere Töchter, die Nazinen, « nos filles, les nazies ».

## Ouvrages
- 1933, Reise durch ein Leben, autobiographie, Berne, Gotthelf-Verlag
- 1935, Unsere Töchter, die Nazinen, Vienne, Gsur Verlag
- 1936, Fahrt ins Licht, nouvelle, Vienne, Nath
- 1936, Schmiede der Zukunft, contes, Moscou, Verlagsgenossenschaft ausländischer Arbeiter